# Lonsdale
Lonsdale London — британська торговельна марка повсякденного та спортивного одягу та обладнання.

## Історія
Колишній президент Британського національного спортивного клубу Х'ю Сесіл Лоутер, п'ятий граф Лонсдейл, понад сто років по тому організував перший матч по боксу в рукавицях. Ця історична подія поклала початок виробництва одягу «Lonsdale London Sport Ltd».
У 1959 році колишній професійний боксер Бернард Харт отримав дозвіл використовувати ім'я Лонсдейл (Lonsdale англ.), Джеймса Лоутера, сьомого Графа Лонсдейла.
У 1960 році був відчинений перший магазин у Лондоні. У 60-х роках минулого століття Лонсдейл досягає широкої популярності як у світі спорту, так і у світі моди. Одяг Лонсдейл купують як численні туристи столиці, так і попзірки, серед яких Rolling Stones, Пол Маккартні, Ентоні Квінн, Тоні Кертіс та інші. Серед титулованих боксерів марка Лонсдейл була до снаги таким великим іменам, як Мухамед Алі, Майк Тайсон та Леннокс Льюїс. З 2011 року марка з'явилася на ринку України.

## Суперечки
У ранніх 2000-х бренд отримав значну популярність серед неонацистських організацій, оскільки під напіврозстібнутою курткою з напису LONSDALE видніється лише NSDA, тобто ніби акронім Nationalsozialistische Deutsche Arbeiterpartei — Націонал-соціалістична робітнича партія Німеччини.